# Isabelle (papillon)
Graellsia isabellae
Pour les articles homonymes, voir Isabelle.
Genre
Espèce
Répartition géographique
Statut de conservation UICN

 DD  : Données insuffisantes
L’Isabelle (Graellsia isabellae, ou parfois Actias isabellae) est une espèce de lépidoptères (papillons) nocturnes de la famille des Saturniidae. Elle est l'unique représentante du genre monotypique Graellsia.
Cette espèce à l'apparence spectaculaire, l'un des plus grands papillons d'Europe, est endémique de certaines régions montagneuses d'Espagne et du Sud de la France.

## Description
L'imago (le papillon) a des ailes légèrement hyalines, fondamentalement jaune verdâtre ou vert bleuâtre, avec de fortes nervures brunes et un ocelle sur chacune d'elles. La mâle a des antennes largement pectinées et de longues queues aux ailes postérieures; la femelle a des antennes couvertes de nombreux poils sensoriels et de courtes queues aux ailes postérieures.

Spécimens du Muséum de Toulouse
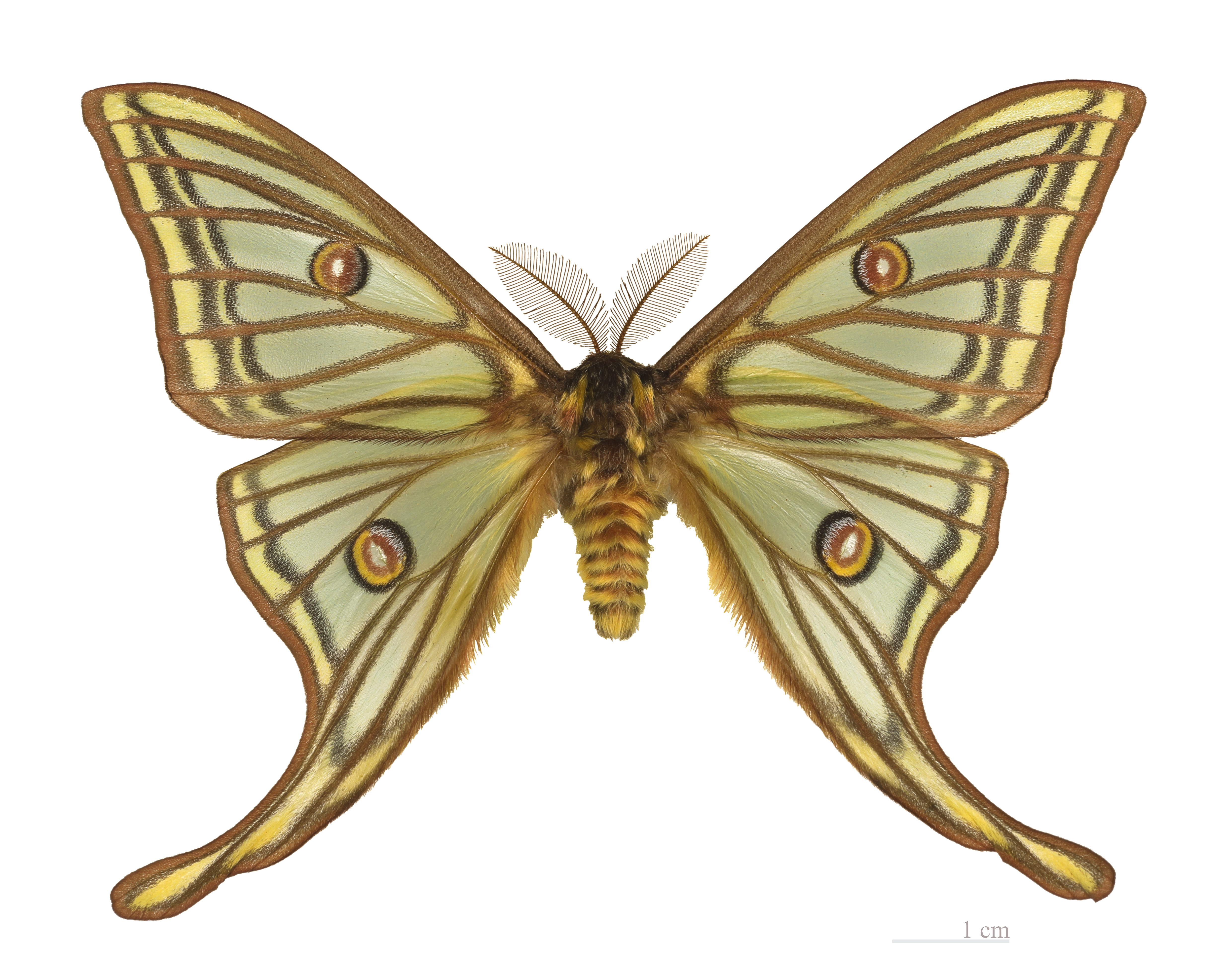
Mâle - face dorsale.
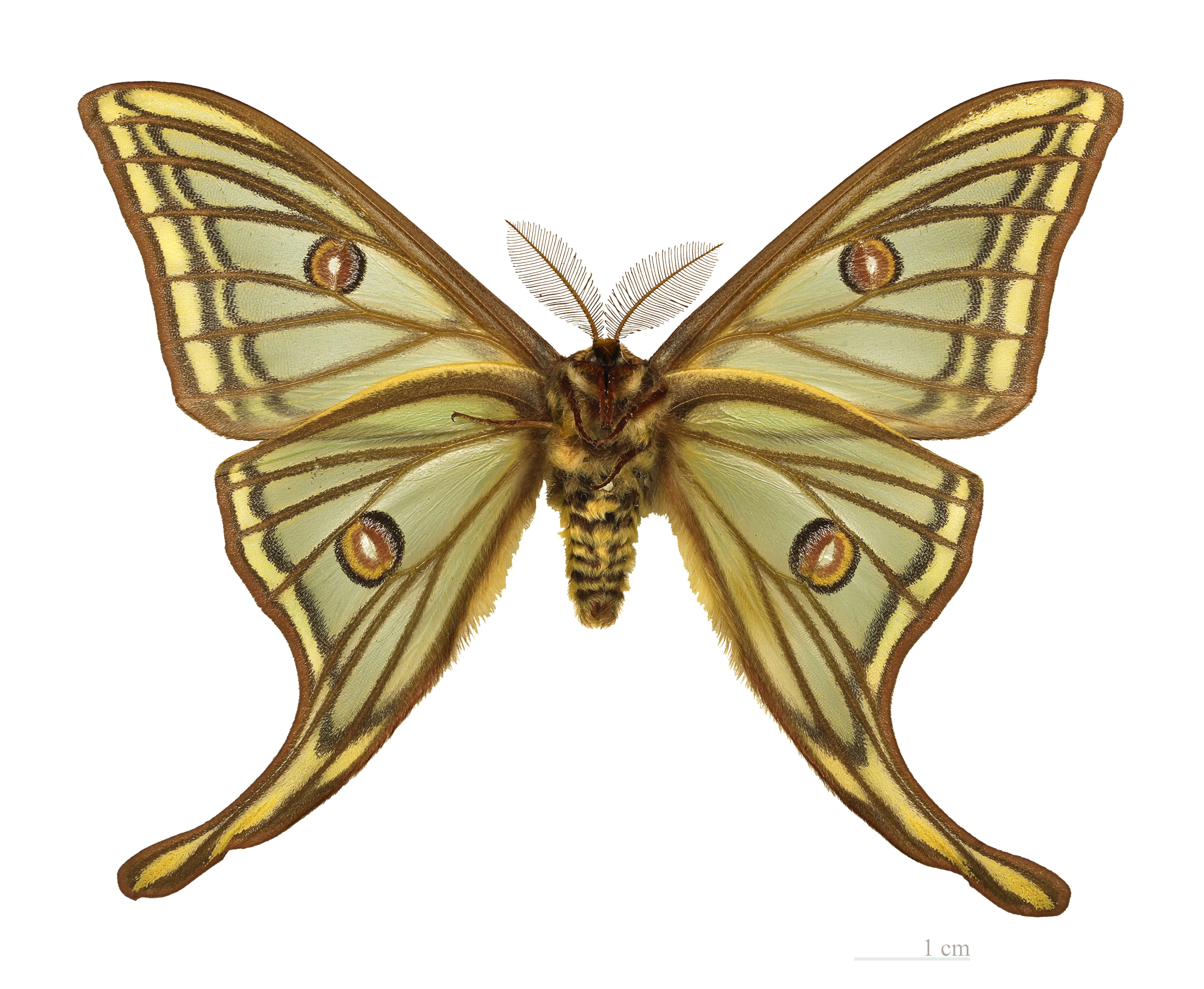
Mâle - face ventrale △.
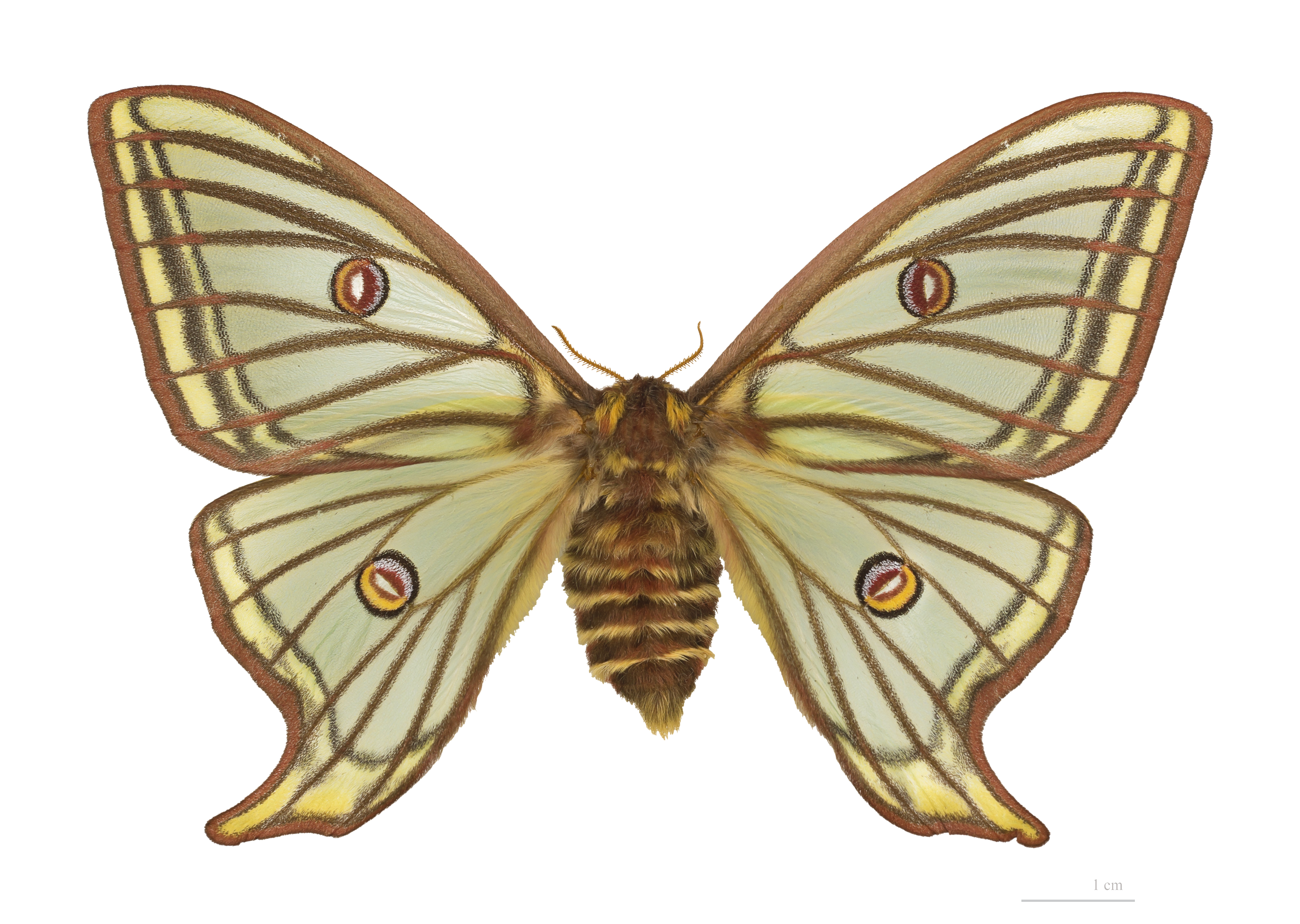
Femelle - face dorsale.
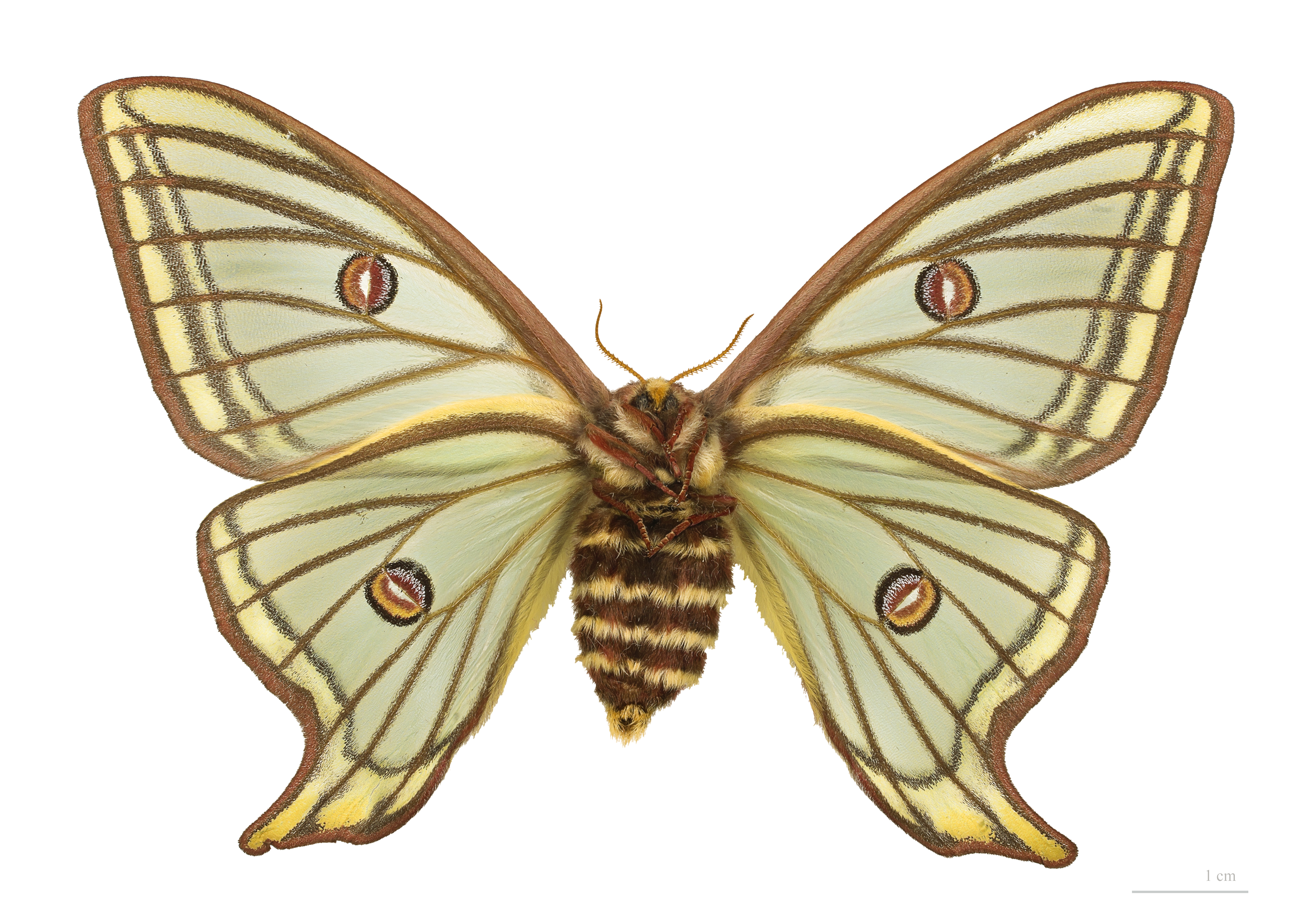
Femelle - face ventrale △.

## Biologie

### Phénologie
L'Isabelle est univoltine et sa période de vol s'étend de fin mars à juillet[réf. souhaitée].

### Biotopes
Les habitats de l'Isabelle sont les clairières et lisières (écotone) des forêts de pin, entre 1 000 m et 1 800 m d'altitude. Les typologies phytosociologiques du référentiel Corine Biotope sont Forêts de Pin de montagne à Ononis (Code CORINE : 42.4215, Ononido-Pinetum uncinatae) et Forêts supra-méditerranéennes de Pin sylvestre (Code CORINE : 42.59, Pinetum sylvestris, Buxo-Quercetum hylocomio-Pinetosum)[réf. souhaitée].

### Plantes hôtes
Les plantes hôtes sont le pin sylvestre (Pinus sylvestris), et parfois le pin à crochets (Pinus uncinata) ainsi que le Pin laricio. Les chenilles consomment les aiguilles, et semblent préférer les plus âgées (plus d'un an).

### Cycle de développement
Les femelles vierges émettent une phéromone sexuelle qui attire les mâles quand la température est supérieure à 13 °C. La femelle pond durant plusieurs jours 90 œufs en moyenne, juste après un long accouplement (deux à quatre heures) lequel peut se produire d'avril à juin au fur et à mesure de l'émergence de nouveaux adultes. Les œufs sont collés par groupes de deux ou trois sur les rameaux terminaux des pins. En laboratoire, 75 % des œufs sont pondus dans les 72 heures suivant la fécondation, mais souvent stériles (0 à 80 % des œufs, peut-être en raison des conditions d'élevage du papillon).
Les chenilles éclosent 10 à 20 jours après la ponte, selon la température.
Elles se développent en six stades, sur une durée de 29 à 45 jours, se nourrissant du mois de juin au début du mois d'août. Il semble que certains clones ou écotypes de pins puissent nuire au développement des chenilles.

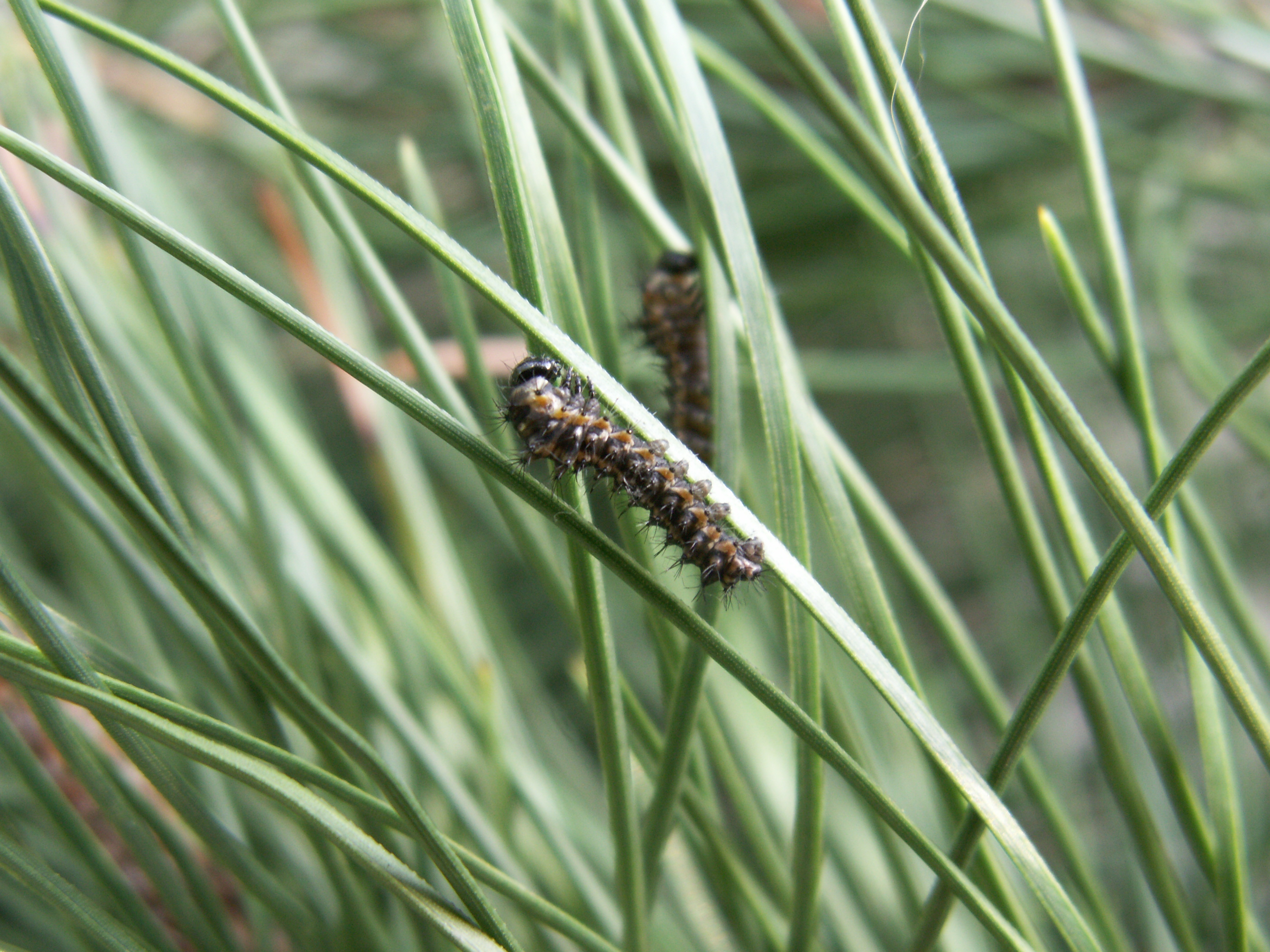
1er stade.
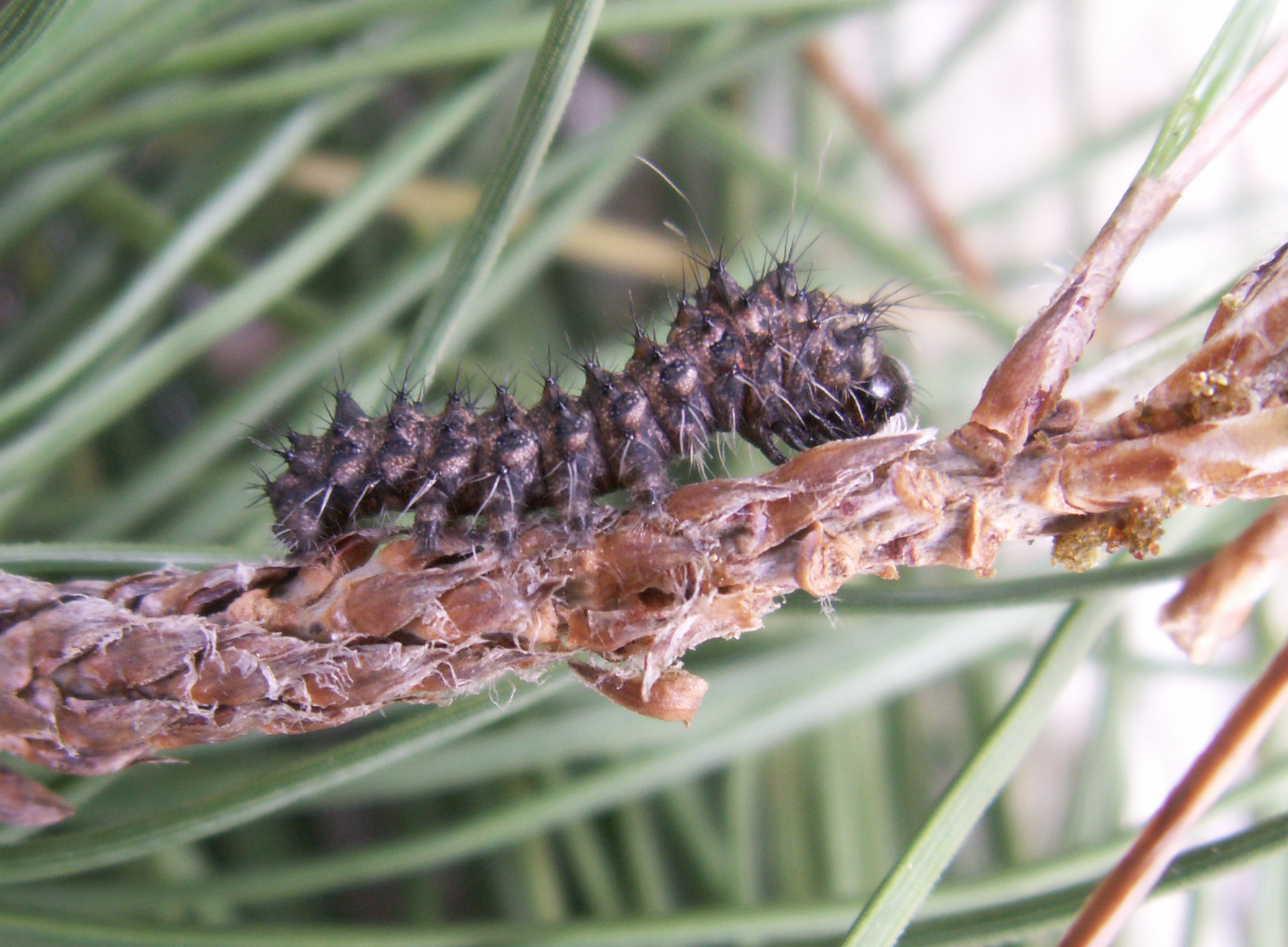
2e stade.
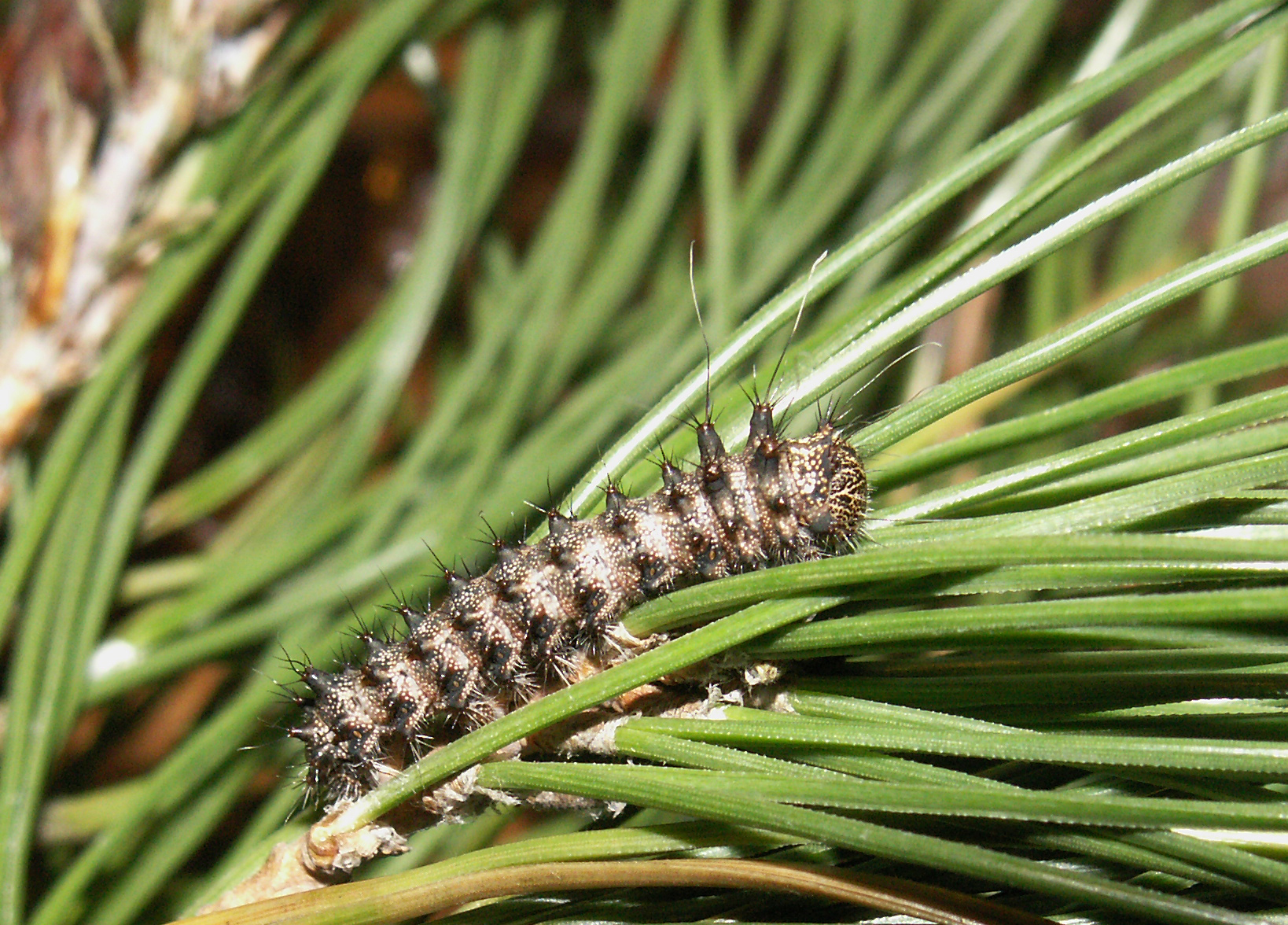
3e stade.
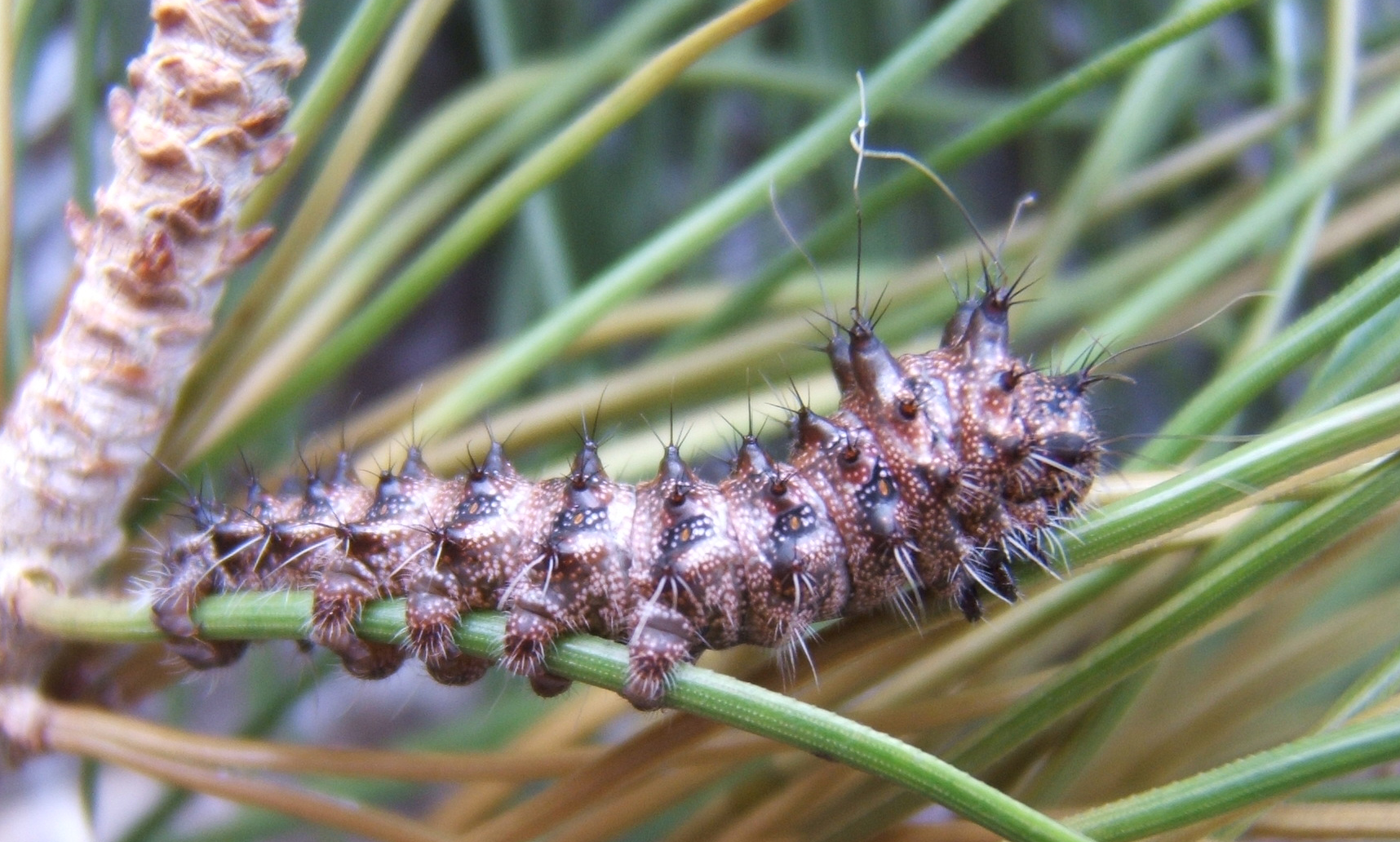
Noter l'adaptation des fausses-pattes

Le sixième stade est celui du tissage par la chenille dans la litière végétale d'un cocon grossier brun, mêlé d'aiguilles de résineux, généralement contre une grosse pierre ou sous une écorce. La chrysalide entre alors en diapause hivernale, jusqu'en avril-juin de l'année suivante.
Les imagos (c'est-à-dire les papillons adultes) émergent dès le début avril lorsque la température atteint 20 à 25 °C, pour une hygrométrie de 70 à 80 % d'humidité, et donc plus tardivement en altitude et sur les versants froids, ou dans les vallées froides.
Dans une même zone géographique, les éclosions peuvent être échelonnées sur plus de trois mois, avec néanmoins plus de 90 % des émergences en avril-mai.
De nombreux hybrides ont été obtenus depuis 20 ans[Quand ?] avec le genre plutôt asiatique Actias.[réf. souhaitée]

### Comportement des adultes
Les imagos ont une activité crépusculaire, plus intense durant les deux ou trois premières heures de la nuit. Ils passent la journée immobiles, cachés sur les troncs, dans les branches et les aiguilles des arbres.
Ils ne s'alimentent pas, consacrant leur courte vie (de deux à seize jours ; huit jours en moyenne en captivité pour les femelles et cinq pour les mâles) à la reproduction.
Le mâle peut théoriquement repérer de très loin la femelle grâce aux capteurs de phéromones de ses larges antennes plumeuses.

## Répartition et sous-espèces
L'Isabelle ne se rencontre à l'état naturel que dans quelques massifs montagneux de France et d'Espagne. Plusieurs sous-espèces ont été décrites mais elles ne varient que très peu.
La sous-espèce nominale isabellae a été décrite au XIXe siècle en Espagne, où elle est connue aux environs de Madrid dans la Sierra de Guadarrama, ainsi que dans les Montes Universales et les Sierras de Javalambre et de Gudar. Au XXe siècle sont aussi décrites : la sous-espèces ceballosi localisée dans le nord de l'Andalousie dans les Sierras de Segura et de Cazorla, la sous-espèce paradisea en Catalogne et dans les Pyrénées orientales espagnoles et françaises, et la sous-espèce roncalensis dans les Pyrénées espagnols centrales et occidentales.
La sous-espèce présente dans les Alpes françaises, appelée galliaegloria, a été décrite en 1922 par Charles Oberthür à la suite de sa découverte dans la région de Briançon, près de L'Argentière-la-Bessée. Sa présence est attestée dans les départements des Hautes-Alpes et des Alpes-de-Haute-Provence.

## Systématique
L'espèce actuellement appelée Graellsia isabellae a été décrite par le naturaliste espagnol Mariano de la Paz Graëlls y de la Aguera (en) en 1849 sous le nom initial de Saturnia isabellae. La station étudiée était la Sierra de Guadarrama en Espagne.
Le genre Graellsia a été décrit par l’entomologiste anglais Augustus Radcliffe Grote en 1896, avec pour espèce type Saturnia isabellae, qui en reste aujourd'hui l'unique espèce, sous le nom de Graellsia isabellae,.
Une partie des auteurs actuels, notamment des auteurs français, traitent cependant cette espèce sous le nom d’Actias isabellae,, considérant Graellsia comme un synonyme d’Actias.

## Noms vernaculaires
- En français : l'Isabelle, le Bombyx Isabelle, l'Isabelle de France, le Papillon vitrail[13].
- En espagnol : mariposa isabelina.
- En anglais : Spanish moon moth.

## L'Isabelle et l'Homme

### Statut et menaces
Ce papillon a une répartition morcelée et a été, lorsqu'il était plus rare au XXe siècle, menacée par l'intérêt que les collectionneurs lui portaient. Il est pour cette raison totalement protégé en France (œufs, larves, chrysalides, adultes, morts ou vivants). Il est d'ailleurs historiquement le premier insecte à avoir reçu ce statut en France, en 1976.
De nos jours des populations assez vastes sont connues dans les Alpes françaises, et l'espèce semble moins menacée qu'autrefois, voire en forte expansion. Elle semble avoir beaucoup profité des reboisements des pentes alpines par le pin sylvestre, sa plante hôte, là où le pastoralisme a reculé. Il a d'ailleurs été suggéré que cette espèce puisse ne pas être autochtone dans les Alpes, mais avoir été introduite par des amateurs au tout début du XXe siècle, ce qui expliquerait sa rareté initiale et son expansion constante depuis. Des analyses génétiques publiées en 2016 contredisent cependant cette hypothèse, montrant que l'espèce est probablement autochtone et aurait colonisé les Alpes pendant l'Holocène en accompagnant l'expansion de sa plante hôte. Elle aurait ensuite trouvé refuge dans une toute petite zone durant les siècles passés, lorsque les Alpes étaient très déboisées. Un autre foyer alpin dans le Valais en Suisse, de découverte plus récente et considéré comme non autochtone, est aussi en expansion.

### Cinéma
Dans Le Papillon, comédie dramatique de Philippe Muyl avec Michel Serrault et Claire Bouanich sortie en 2002, Serrault interprète un septuagénaire passionné de papillons à la recherche de l'Isabelle.